# Zale plumbeolinea
Zale plumbeolinea är en fjärilsart som beskrevs av George Francis Hampson 1918. Zale plumbeolinea ingår i släktet Zale och familjen nattflyn. Inga underarter finns listade i Catalogue of Life.